# 鷹司政煕
鷹司 政煕（たかつかさ まさひろ）は、江戸時代中期の公家。藤氏長者。従一位、関白。

## 概要
父は閑院宮直仁親王（東山天皇皇子）の第四王子で、鷹司基輝の養子となって藤原姓鷹司家を継承した鷹司輔平。母は家女房。
兄妹に徳大寺実堅、昌子（伏見宮邦頼親王妃）、富子（有栖川宮織仁親王妃）、興姫（仙台藩主伊達斉村室）。正室は徳島藩主・蜂須賀重喜の娘・儀子。側室に豊岡斐子と井上梅。
光格天皇（現在の皇室の祖）は従兄にあたり、寛政7年（1795年）から19年にわたって関白を務めた。政煕自身は文化2年（1805年）から関白在任の長期化による人事停滞を危惧して辞意を示すが、光格天皇も江戸幕府も政煕の能力を評価し、朝廷の運営や朝幕関係の安定になくてはならない人物であるとして度々慰留された。また、この慰留には天皇や幕府から関白として「非器」とされていた左大臣の二条治孝の関白就任を阻止する意図もあった。その結果、治孝の後ろ盾であった後桜町院が崩御するまで政煕は関白に留まることになった。

## 家族・親族
- 正室：蜂須賀儀子（父：蜂須賀重喜）
  - 吉子（閑院宮孝仁親王妃） 微妙覚院
  - 鷹司政通

- 妻：今小路斐子（父：豊岡直資）
  - 繋子（仁孝天皇女御・贈皇后） 新皇嘉門院

- 妻：井上梅（父：井上義胤）
  - 祺子（仁孝天皇女御・皇太后） 新朔平門院
  - 定子（尾張藩主徳川斉温室）
  - 任子（第十三代将軍徳川家定室）
  - 備子（仙台藩主伊達慶邦室）

- 妻：家女房
  - 依子（東本願寺法主達如室） 宝台院
  - 隆子（加賀藩主前田斉広室） 真龍院
  - 今出川賀丸
  - 景子（伏見宮邦家親王妃）
  - 并子（徳島藩主蜂須賀斉昌室）
  - 皐子（広幡基豊室）
  - 道子（津守国福室）
  - 辰子（醍醐輝弘室）
  - 祥子（西本願寺宗主広如室） 光耀院
  - 定演（醍醐寺三宝院門主、東寺長者、大僧正） 自足心院
  - 名前不詳（吉井藩主松平信充室）

ほか

## 系譜
東山天皇の男系三世子孫である。東山天皇の孫（閑院宮直仁親王の子）で鷹司家を継いだ鷹司輔平の子。

詳細は皇別摂家#系図も参照のこと。

## 略歴
- 明和5年（1768年）昇殿
- 明和7年（1770年）権大納言、正三位
- 寛政3年（1791年）左大臣
- 寛政7年（1795年）藤氏長者、関白
- 寛政8年（1796年）従一位
- 寛政12年（1800年）准三宮
- 文化11年（1814年）辞関白
- 文政6年（1823年）出家（法名楽山）